# Format (álbum)
Format es un álbum recopilatorio del dúo de synthpop británico Pet Shop Boys, lanzado el 6 de febrero de 2012 por Parlophone. 

## Historia
Anunciado en noviembre de 2011 y publicado el 6 de febrero de 2012, Format se lanzó físicamente como un set de 2 CD y por formato digital. La entrega presentó remasterizaciones de sus lados B en orden cronológico, publicados originalmente entre 1996 y 2009, siendo una continuación de su álbum Alternative, y una entrevista del dúo con el escritor y periodista musical Jon Savage.

## Lista de canciones
Todas las canciones están escritas por Neil Tennant y Chris Lowe, excepto donde se indique
| CD 1 (1996-2002) |                                                                     |                              |                                                        |          |  |
| N.º              | Título                                                              | Escritor(es)                 | Origen                                                 | Duración |  |
| 1.               | «The Truck-Driver and His Mate»                                     |                              | Before                                                 | 3:34     |  |
| 2.               | «Hit and Miss»                                                      |                              | Before                                                 | 4:07     |  |
| 3.               | «In the Night (1995)»                                               |                              | Before                                                 | 4:16     |  |
| 4.               | «Betrayed»                                                          |                              | Se A Vida É (That's The Way Life Is)                   | 5:19     |  |
| 5.               | «How I Learned to Hate Rock-and-Roll»                               |                              | Se A Vida É (That's The Way Life Is)                   | 4:38     |  |
| 6.               | «Discoteca (nueva versión)»                                         |                              | Single-Bilingual                                       | 3:43     |  |
| 7.               | «The Calm Before the Storm»                                         |                              | Single-Bilingual                                       | 2:46     |  |
| 8.               | «Confidential» (Demo para Tina Turner)                              |                              | Single-Bilingual                                       | 4:47     |  |
| 9.               | «The Boy Who Couldn't Keep His Clothes On» (International mix club) |                              | A Red Letter Day                                       | 6:05     |  |
| 10.              | «Delusions of Grandeur»                                             |                              | A Red Letter Day                                       | 5:04     |  |
| 11.              | «The View from Your Balcony»                                        |                              | Somewhere                                              | 3:45     |  |
| 12.              | «Disco Potential»                                                   |                              | Somewhere                                              | 4:07     |  |
| 13.              | «Silver Age»                                                        |                              | I Don't Know What You Want But I Can't Give It Anymore | 3:33     |  |
| 14.              | «Screaming»                                                         | Tennant - Lowe - Tom Stephan | I Don't Know What You Want But I Can't Give It Anymore | 4:56     |  |
| 15.              | «The Ghost of Myself»                                               |                              | New York City Boy                                      | 4:03     |  |
| 16.              | «Casting a Shadow»                                                  |                              | New York City Boy                                      | 4:37     |  |
| 17.              | «Lies»                                                              |                              | You Only Tell Me You Love Me When You're Drunk         | 4:39     |  |
| 18.              | «Sexy Northerner»                                                   |                              | Home and Dry                                           | 3:42     |  |
| 77:41            |                                                                     |                              |                                                        |          |  |

| CD 2 (2002-2009) |                                                 |                 |                        |          |  |
| N.º              | Título                                          | Escritor(es)    | Origen                 | Duración |  |
| 1.               | «Always»                                        |                 | Home and Dry           | 5:03     |  |
| 2.               | «Nightlife»                                     |                 | Home and Dry           | 3:53     |  |
| 3.               | «Searching for the Face of Jesus»               |                 | I Get Along            | 3:27     |  |
| 4.               | «Between Two Islands»                           |                 | I Get Along            | 5:06     |  |
| 5.               | «Friendly Fire»                                 |                 | I Get Along            | 3:23     |  |
| 6.               | «We're the Pet Shop Boys»                       | My Robot Friend | Miracles               | 4:55     |  |
| 7.               | «Transparent»                                   |                 | Miracles               | 3:51     |  |
| 8.               | «I Didn't Get Where I Am Today»                 |                 | Flamboyant             | 3:37     |  |
| 9.               | «The Resurrectionist»                           |                 | I'm with Stupid        | 3:10     |  |
| 10.              | «Girls Don't Cry»                               |                 | I'm with Stupid        | 2:34     |  |
| 11.              | «In Private» (Mix de 7" y dueto con Elton John) |                 | Minimal                | 4:11     |  |
| 12.              | «Blue on Blue»                                  |                 | Minimal                | 3:12     |  |
| 13.              | «No Time for Tears» (Mix de 7")                 |                 | Minimal                | 3:35     |  |
| 14.              | «Bright Young Things»                           |                 | Numb                   | 4:55     |  |
| 15.              | «Party Song»                                    |                 | Numb                   | 3:40     |  |
| 16.              | «We're All Criminals Now»                       |                 | Love etc.              | 3:55     |  |
| 17.              | «Gin and Jag»                                   |                 | Love etc.              | 4:29     |  |
| 18.              | «After the Event»                               |                 | Did You See Me Coming? | 5:16     |  |
| 19.              | «The Former Enfant Terrible»                    |                 | Did You See Me Coming? | 2:51     |  |
| 20.              | «Up and Down»                                   |                 | Did You See Me Coming? | 3:43     |  |
| 78:46            |                                                 |                 |                        |          |  |